# Temíste
Temíste é filha de Ilo II, rei da Dardânia e de Troia. Herdou o reino da Dardânia, e seu irmão Laomedonte herdou Troia, se casou com Cápis sendo mãe de Anquises.